# Nickerson, Nebraska
Nickerson är en ort (village) i Dodge County i Nebraska. Orten har fått namn efter grundaren Reynolds K. Nickerson. Vid 2010 års folkräkning hade Nickerson 369 invånare.